# Slovenië op het Eurovisiesongfestival 2004
Slovenië nam deel aan het Eurovisiesongfestival 2004 in Istanboel, Turkije. Het was de 10de deelname van het land op het Eurovisiesongfestival. RTVSLO was verantwoordelijk voor de Sloveense bijdrage van de editie van 2004.

## Selectieprocedure
Om de kandidaat te selecteren die Slovenië zou vertegenwoordigen, werd er gekozen om een nationale finale te organiseren.
Er werden eerst 4 halve finales georganiseerd op 11,18 en 25 januari en 1 februari. Tijdens elke halve finale traden er acht artiesten op. De top 3 van de televoting mocht door naar de finale en de jury koos per halve finale een wildcard.
De finale werd gehouden op 15 februari 2004. Daarin traden 16 artiesten aan, waar de winnaar werd aangeduid na 2 ronden. Na de eerste ronde bleven er nog 3 artiesten over, die meededen in de superfinale.

### Halve finales
Halve finale 1 (EMA 04 - predizbor 02)
| # | Lied                        | Artiest        | Televoting | Plaats |
| - | --------------------------- | -------------- | ---------- | ------ |
| 1 | "Brez mej"                  | Mojca Brecelj  | 924        | 8      |
| 2 | "Sanje"                     | Aljoša Kovačič | 941        | 7      |
| 3 | "Plave očij"                | Regina         | 3315       | 2      |
| 4 | "Stay forever"              | Platin         | 6824       | 1      |
| 5 | "Kar me ne ubije, me krepi" | Johnny Bravo   | 1689       | 6      |
| 6 | "If you"                    | Diona Dim      | 3198       | 3      |
| 7 | "Pot do sreče"              | Mikola         | 1888       | 5      |
| 8 | "O, ženske, ženske"         | Tulio Furlanič | 2654       | 4      |

Halve finale 2 (EMA 04 - predizbor 02)
| # | Lied                            | Artiest           | Televoting | Plaats |
| - | ------------------------------- | ----------------- | ---------- | ------ |
| 1 | "Nič ne ustavi me"              | Monika Pučelj     | 2953       | 2      |
| 2 | "Cry on my shoulder"            | Natalija Verboten | 11694      | 1      |
| 3 | "Si tukaj al' te ni"            | Jasmina Cafnik    | 588        | 8      |
| 4 | "Here and there and everywhere" | Chantal Hartmann  | 1655       | 4      |
| 5 | "Svet se vrti nazaj"            | Marijan Novina    | 1206       | 7      |
| 6 | "Če zdaj odideš sama"           | Yuhubanda         | 2478       | 3      |
| 7 | "Ni bilo zaman"                 | Ana Dežman        | 1386       | 6      |
| 8 | "Boš prišla"                    | Kalamari          | 1649       | 5      |

Halve finale 3 (EMA 04 - predizbor 03)
| # | Lied                  | Artiest           | Televoting | Plaats |
| - | --------------------- | ----------------- | ---------- | ------ |
| 1 | "Tvoj svet"           | Panda feat. Trkaj | 1633       | 6      |
| 2 | "Kralj neba"          | Polona            | 2580       | 3      |
| 3 | "Junak"               | Prava stvar       | 1779       | 5      |
| 4 | "Lights into my eyes" | Number one        | 1049       | 7      |
| 5 | "Kako naj vem"        | Victory           | 1027       | 8      |
| 6 | "Fluid"               | Alya              | 3091       | 2      |
| 7 | Mavrica               | Kristina Oberzan  | 1904       | 4      |
| 8 | "Moja moč"            | Damijana Godnič   | 3217       | 1      |

Halve finale 4 (EMA 04 - predizbor 04)
| # | Lied               | Artiest             | Televoting | Plaats |
| - | ------------------ | ------------------- | ---------- | ------ |
| 1 | "No reason to cry" | November            | 1345       | 5      |
| 2 | "Ne boš se igral"  | Rebeka Dremelj      | 4244       | 1      |
| 3 | "Tvoj glas"        | Ylenia Zobec        | 1493       | 4      |
| 4 | "Slovo brez mej"   | Maja Slatinšek      | 3962       | 2      |
| 5 | "Kliše"            | Rožmarinke          | 2264       | 3      |
| 6 | "In ti greš"       | Pop design          | 1097       | 8      |
| 7 | "Požar"            | Žana & RnB wannabes | 1322       | 6      |
| 8 | "Živa"             | Katrinas            | 1195       | 7      |

### Finale
Ronde 1
| Volgorde | Loed                | Artiest           | Panel Points | Televoting | Televote Points | Punten | Plaats |
| -------- | ------------------- | ----------------- | ------------ | ---------- | --------------- | ------ | ------ |
| 1        | Če zdaj odideš sama | Yuhubanda         | 0            | 2557       | 4               | 4      | 11     |
| 2        | Ne boš se igral     | Rebeka Dremelj    | 0            | 3698       | 5               | 5      | 10     |
| 3        | Kralj neba          | Polona            | 3            | 2220       | 0               | 3      | 12     |
| 4        | Cry on my shoulders | Natalija Verboten | 0            | 17754      | 12              | 12     | 4      |
| 5        | Nič ne ustavi me    | Monika Pučelj     | 8            | 2506       | 3               | 11     | 5      |
| 6        | Fluid               | Alya              | 4            | 4436       | 8               | 12     | 3      |
| 7        | Tvoj glas           | Ylenia Zobec      | 7            | 1437       | 0               | 7      | 7      |
| 8        | Junak               | Prava stvar       | 0            | 1292       | 0               | 0      | 14=    |
| 9        | Kliše               | Rožmarinke        | 12           | 4080       | 6               | 18     | 2      |
| 10       | Plave očij          | Regina            | 1            | 2446       | 2               | 3      | 13     |
| 11       | O, ženske, ženske   | Tulio Furlanič    | 6            | 1556       | 0               | 6      | 8      |
| 12       | If you              | Diona Dim         | 5            | 2238       | 1               | 6      | 9      |
| 13       | Slovo brez mej      | Maja Slatinšek    | 2            | 4263       | 7               | 9      | 6      |
| 14       | Stay forever        | Platin            | 10           | 11046      | 10              | 20     | 1      |
| 15       | Svet se vrti nazaj  | Marijan Novina    | 0            | 1595       | 0               | 0      | 14=    |
| 16       | Moja moč            | Damijana Godnič   | 0            | 1512       | 0               | 0      | 14=    |

Ronde 2
| Lied         | Artiest    | Televoting | Plaats |
| ------------ | ---------- | ---------- | ------ |
| Fluid        | Alya       | 19,048     | 3      |
| Kliše        | Rožmarinke | 21,805     | 2      |
| Stay Forever | Platin     | 31,279     | 1      |

## In Istanboel
In Turkije trad Slovenië aan als 16de in de halve finale, net na Macedonië en voor Estland.
Op het einde  van de avond bleek dat ze niet in de enveloppen zaten en bleek dat ze slechts 5 punten verzameld hadden, goed voor een 21ste plaats. 
België en Nederland hadden geen punten over voor deze inzending.

### Gekregen punten

#### Halve Finale
| 12 punten | 10 punten | 8 punten  | 7 punten | 6 punten                                  |
| --------- | --------- | --------- | -------- | ----------------------------------------- |
|           |           |           |          |                                           |
| 5 punten  | 4 punten  | 3 punten  | 2 punten | 1 punt                                    |
|           |           | - Kroatië |          | - Bosnië en Herzegovina - Noord-Macedonië |

### Punten gegeven door Slovenië

#### Halve Finale
Punten gegeven in de halve finale:
| 12 punten | Servië en Montenegro  |
| 10 punten | Bosnië en Herzegovina |
| 8 punten  | Oekraïne              |
| 7 punten  | Kroatië               |
| 6 punten  | Noord-Macedonië       |
| 5 punten  | Albanië               |
| 4 punten  | Griekenland           |
| 3 punten  | Cyprus                |
| 2 punten  | Nederland             |
| 1 punt    | Malta                 |

#### Finale
Punten gegeven in de finale:
| 12 punten | Servië en Montenegro  |
| 10 punten | Bosnië en Herzegovina |
| 8 punten  | Oekraïne              |
| 7 punten  | Noord-Macedonië       |
| 6 punten  | Griekenland           |
| 5 punten  | Kroatië               |
| 4 punten  | Albanië               |
| 3 punten  | Duitsland             |
| 2 punten  | Zweden                |
| 1 punt    | Cyprus                |